# Трофимович Володимир Васильович
Володи́мир Васи́льович Трофимо́вич (нар. 17 березня 1948 р., м. Любомль, Волинської обл.) — український науковий діяч, доктор історичних наук, професор кафедри історії ім. проф. М. П. Ковальського Національного університету «Острозька академія», Заслужений працівник освіти України (2008 р.) Нагороджений відзнакою Міністерства оборони України «Медаль за сприяння Збройним силам України» (12.05.2021 р.) член спеціалізованих вчених рад при університетах, автор понад 100 наукових робіт.

## Життєпис та кар'єра
Народився 17 березня 1948 р. в м. Любомлі Волинської області в сім'ї службовців.
У 1966—1971 рр. навчався на історичному факультеті Львівського державного університету ім. І. Франка.
У 1971—1972 рр. працював учителем Рівненської середньої школи Любомльського району Волинської області, де викладав історію, суспільствознавство, українську літературу, фізкультуру, керував гуртком.
У 1978 р. захистив кандидатську дисертацію, написану під керівництвом Опанаса Зашкільняка, на тему «Співробітництво російських і польських революційних соціал-демократів у період ленінської „Искры“ (1900—1903)»".
Протягом 1978—1988 рр. займався викладацькою та науковою діяльністю.
У 1988 р. ректор Львівського університету В. Чугайов запропонував Йому вступати до Московського університету і. М. Ломоносова, але декан історичного факультету МДУ заявив, що в них на 18 кандидатів всього 3 місця, у зв'язку з чим порекомендував «шукати щастя» в Україні. Цього ж року став докторантом Київського університету ім. Т. Шевченка.  
1999 р., відгукнувшись на пропозицію, з 1 вересня стає професором, а 2000 р. завідувачем кафедри історії академії, яка вже носила назву Національний університет «Острозька академія».

## Наукова діяльність
У 1971—1972 рр. працював вчителем історії і суспільствознавства в Рівненській середній школі Любомльського району Волинської області.
У 1972—1988 рр. — асистент, доцент, а з 1991—1999 рр. — доцент, професор Львівського державного (національного) університету ім. І. Франка.
З 1999 р. і до сьогодні — професор, у 2000—2020 рр. — завідувач кафедри історії ім. проф. М. П. Ковальського Національного університету «Острозька академія».
Голова спеціалізованої вченої ради Д48.125.02 у НаУОА і член спеціалізованої вченої ради Д 35.051.25 у Національній академії сухопутних військ ім. гетьмана П. Сагайдачного.
Головний редактор «Наукових записок» Національного університету «Острозька академія» (серія «Історичні науки») та «Військово-наукового вісника» Національної академії сухопутних військ ім. гетьмана П. Сагайдачного.

## Нагороди
- Заслужений працівник освіти України (2008 р.)
- «Медаль за сприяння Збройним силам України» (12.05.2021 р.)

## Використані джерела та література
- Наукові записки Національного університету «Острозька академія»: Історичні науки. — Вип.10. — Острог: Вид-во Національного університету «Острозька академія», 2008. — 488 с.
- Офіційний сайт Національного університету «Острозька академія»:

| Володимир Вернадський | Це незавершена стаття про українського науковця чи науковицю. Ви можете допомогти проєкту, виправивши або дописавши її. |